# لطفي بوشناق
لطفي بوشناق من مواليد 18 يناير 1954 مغني تونسي، وعازف عود، ملحن وشخصية عامة.
يعتبر أحد أفضل الملحنين والمطربين في الشرق الأوسط وشمال إفريقيا والعالم العربي وقد أطلق عليه اسم «بافاروتي» في تونس. كما أنه شارك في المسلسلات التليفزيونية التونسية والأفلام بما في ذلك مكتوب والصندوق السحري ونوبة.

## مسيرته الفنية
في أحياء مدينة تونس العاصمة، ولا سيما الحلفاوين، التي أنتجت عددًا من الفنانين وحيث كان مختلطو الثعابين ورواة القصص وموسيقي الشوارع وحفلات المقاهي مختلطة، نشأ لطفي بو شناق في بيئة تجمع بين متجذر في مبادئ الأسرة العربية المسلمة، والإيقاع النابض لحيها وحب الموسيقى التونسية والشرقية التقليدية. صاغت هذه الجمعية شخصيتها القوية، والشعور بالكمال، والحساسية العظيمة وحددت مسيرتها الفنية.
منذ سن مبكرة، أصبح مهتمًا بالموسيقى وتناول أغنيات المغنية أم كلثوم وسادة الأغنية المصرية. ثم انضم إلى فرقة الموسيقى التونسية في المدرسة الرشيدية كأول عازف منفرد. مارس الغناء وحسن أسلوبه مع سيد الموسيقى الشرقية وعازفي العود، علي السريتي. سمح له هذا التعليم باكتساب الموسيقى الكلاسيكية المصرية في وقت مبكر وخاصة لتوسيع إتقانه للأغاني الصوتية والأندلسية والتركية الصوتية: الموشح، القصائد، الفجر، المقام العراقي، الغناء الصوفي وحتى الأوبرا. هذا يسمح له بالتفوق في تفسير المالوف وتطوير نمط معين من التفسير، مع الميل الواضح للارتجال. هذه تؤكد صفاته الصوتية.
المغني المتميز، وإمكانياته الصوتية وتقنياته تسمح له بالوصول إلى الكمال مع رحلاته، وأشكاله المختلفة، وزخارفه والقمم التي لا تضاهى وفقا لصلاح الدين الجريشي في رأيه، أظهر الذكاء والدقة الشديدة، وليس خوفًا من الإخلال بالترتيب المعمول به، للابتكار وتغيير منتجه على المادة بقدر ما في الشكل.
وقد عمل مع فنانين مشهورين مثل المصري سيد مكاوي والعراقي فتح الله أحمد والموهبة الأخرى للموسيقى التونسية، أنور ابراهم. بالإضافة إلى مواهبه كمترجم وعازف، بدأ لطفي بو شناق في منتصف الثمانينيات حياته المهنية كملحن. يكتب أغنية للشاب خالد وعناوين لمجموعة راب مرسيليا إيه أي آم. من أجل ضمان التنفيذ الصحيح لترتيباتهم الموسيقية، قام حتى بإنشاء استوديو التسجيل الخاص به: ميدوفون.
لطفي بو شناق حرم من الأداء الافتتاحي لنسخة 2011 من مهرجان قرطاج الدولي بعد أن وجد اتحاد الموسيقيين التونسيين أن حضوره غير مرحب به بسبب علاقاته مع نظام الرئيس السابق زين العابدين بن علي وقع في أغسطس 2010 دعوة لإعادة انتخابه في عام 2014، والتي يتنافس عليها مشيرا إلى أنه تمت إضافة اسمه «دون التشاور».

## الأغاني

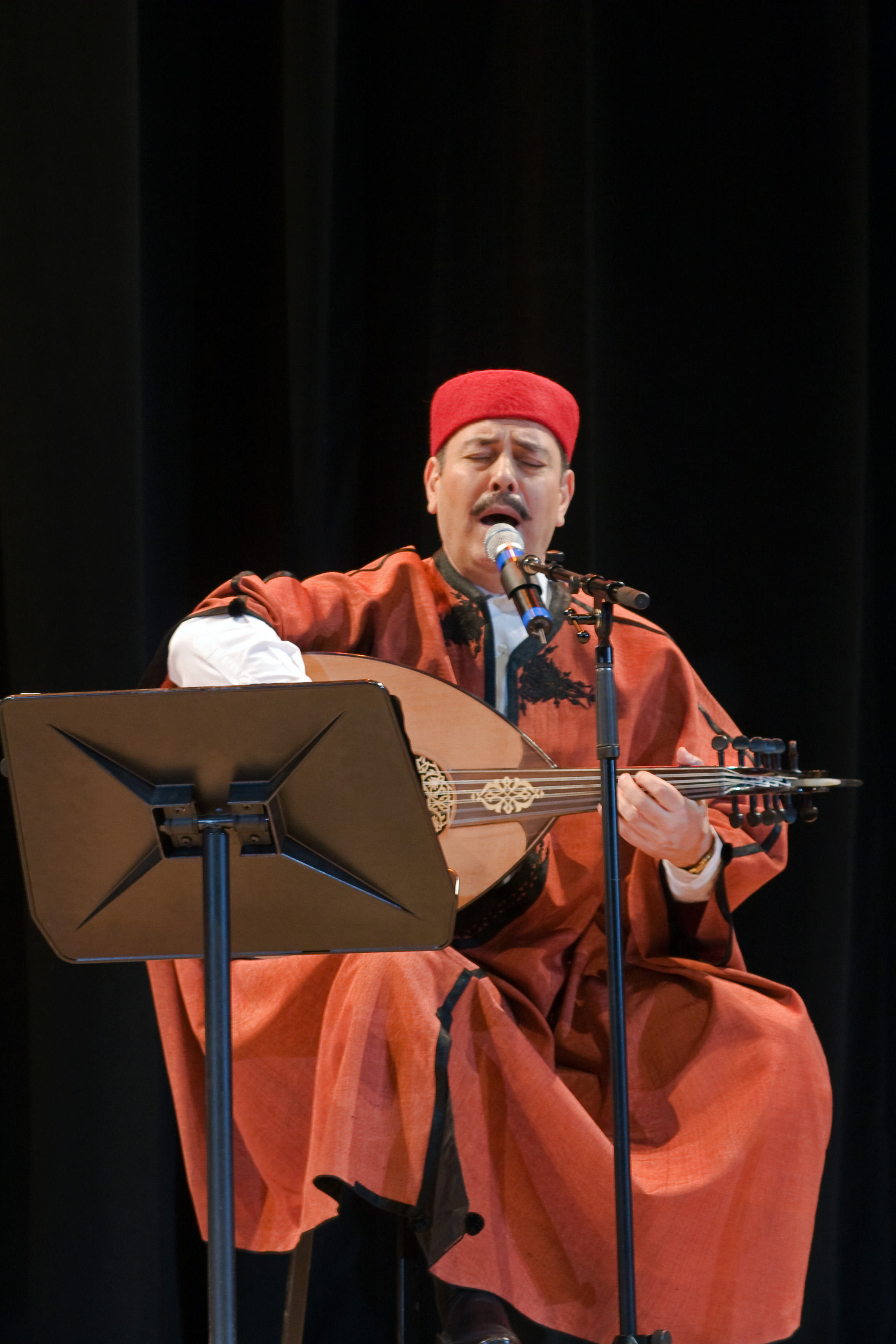
لطفي بو شناق أثناء حفل موسيقي للموسيقى العربية الأندلسية في 2009

بفضل ثرائه وتنوعه، أنشأ بوشناق ذخيرة فريدة من نوعها في الموسيقى العربية، مما يسمح له بالتأكيد على أنه لم يعد يسعى لإيجاد مكان في العالم الفني ولكن ترك بصمة في التاريخ. في الواقع، في تواطؤ مع اثنين من رفاقه منذ فترة طويلة، شاعر غنائي من غالبية أغانيه (آدم فتحي) ومنسق له ومهندس الصوت (محسن مطري)، قام بوشناق بتفسير وتأليف جميع الأنواع الموسيقية - مالوف تونسي، أندلسي، مصري، خليجي، بما في ذلك ليلى، مؤلف من الشيخ محمد بن راشد آل مكتوم.
ومن أشهر أغانيه:
- ليلى.
- أنا العراق.
- إثنين عايشين.
- غناية ليهم.
- أنا حبيت.
- أنا المواطن.
- أنا اليمني.
- رسالة إلى الأمة (شعر الشيخ محمد بن راشد آل مكتوم).
- ليه يا بنفسج.
- أجراس العودة

### أغاني أخرى
- كل ما فيك حبيبي، كلمات: آدم فتحي، 2019
- يا للا وينك، كلمات: علي الورتاني، ألحان: محمد الأسود، توزيع: رياض البدوي، إخراج: محرز الجمالي، 2021
- المصير الواحد، كلمات: لطفي عبد الواحد، ألحان: لطفي بوشناق، 2021

## الألبومات
| الألبوم                                                         | الأغاني |
| --------------------------------------------------------------- | --- |
| ريتك ما نعرف وين (بالعربية: لا أعلم أين رأيتك)                  | - ريتك ما نعرف وين - بيدي جمعت النوار - تذللت بين يديه - النوارة العاشقة - موسيقى الحلفاوين                                                                       |
| العين اللي ما تشوفكشي (بالعربية: العين الي لا تراك)             | - العين اللي ما تشوفكشي - يا مزيانة ورد أريانة - نساية - لوين تروح - ديانا - سينما - عش كما أنت                                                                   |
| مي مي مع كورال المريخ                                           | - مي مي - موسيقى مي مي - عش يا بلدي - موسيقى أنا مية - أنا مية - جنتنا الخضراء - موسيقى جنتنا الخضراء - خلي البحر يعيش - موسيقى خلي البحر يعيش - الأرض أرضنا      |
| ليلى                                                            | - ليلى - صون الهوى - كل ما جن الدجى - انت الغلى |
| غالبك غالبك                                                     | - غالبك غالبك - تونس أنا والحب - شعمتلك - معا من أجل تونس - إنت شمسي - سراييفو - علمني                                                                            |
| مالوف تونسي                                                     | - سماعي - حيّر الأفكار بدري - ياعزيز الحسن - قم ترفّق بالمشتاق - لعب الضبي بعقلي - أنشاد أشكو الغرام - دخول - استخبار - رقّت بوصف جمالك - زلّت بي عشقا - حسبونا فدقّقو |
| العيش في برلين                                                  | - نساية - اليله حلوه - إنت شمسي - موشح سماعي أصبعين - ارتجال - دور امتا الهوى                                                                                     |
| أغاني كلاسيكية من تونس والشرق الأوسط، لطفي بو شناق وفريق الكندي | - بشرف سماعي أصبعين - زارني منيتي - نوبة أصبعين - سماعي بيّاتي ثقيل قديم                                                                                           |

## أعمال أخرى

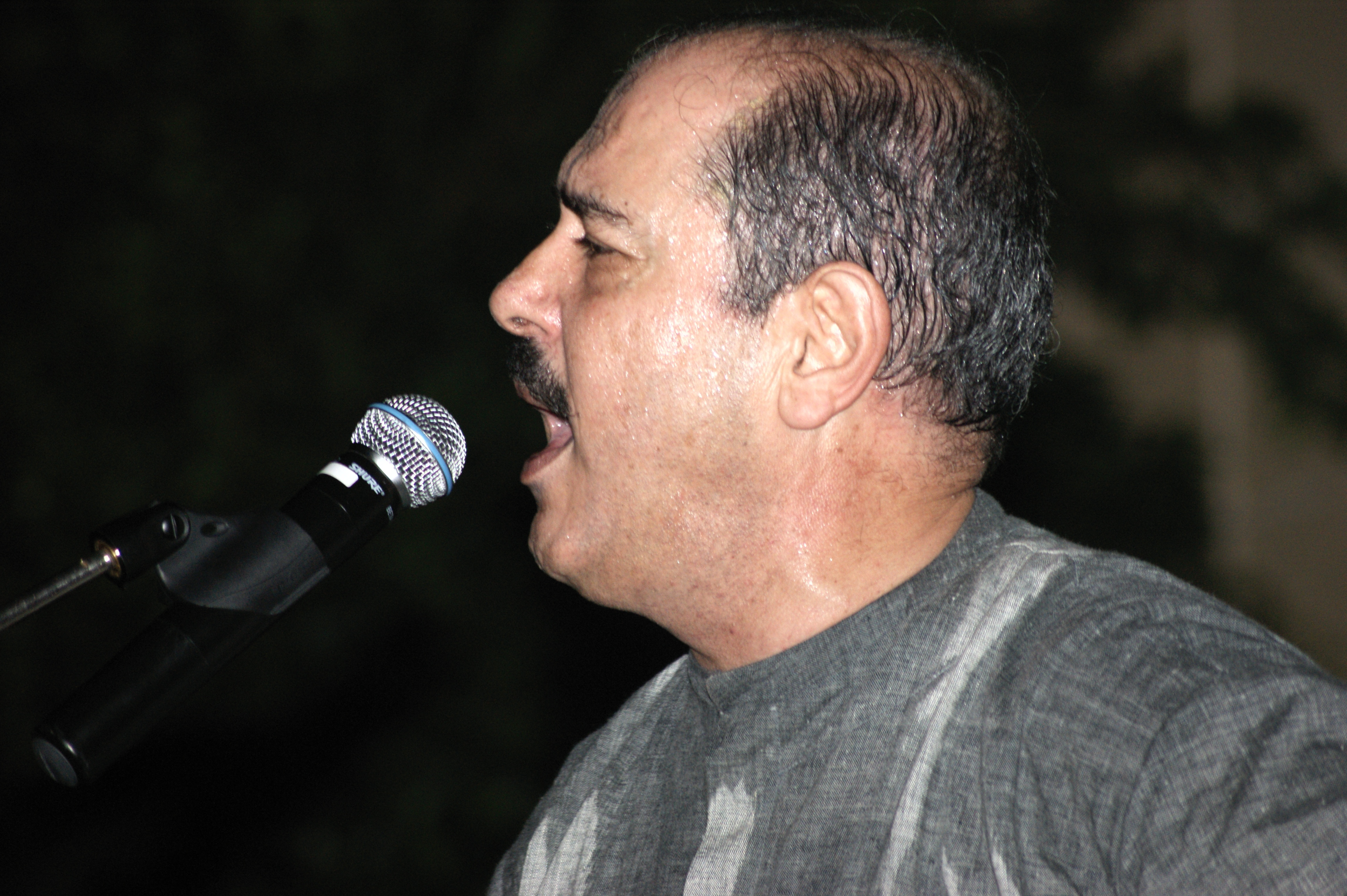
لطفي بوشناق ثناء الأداء

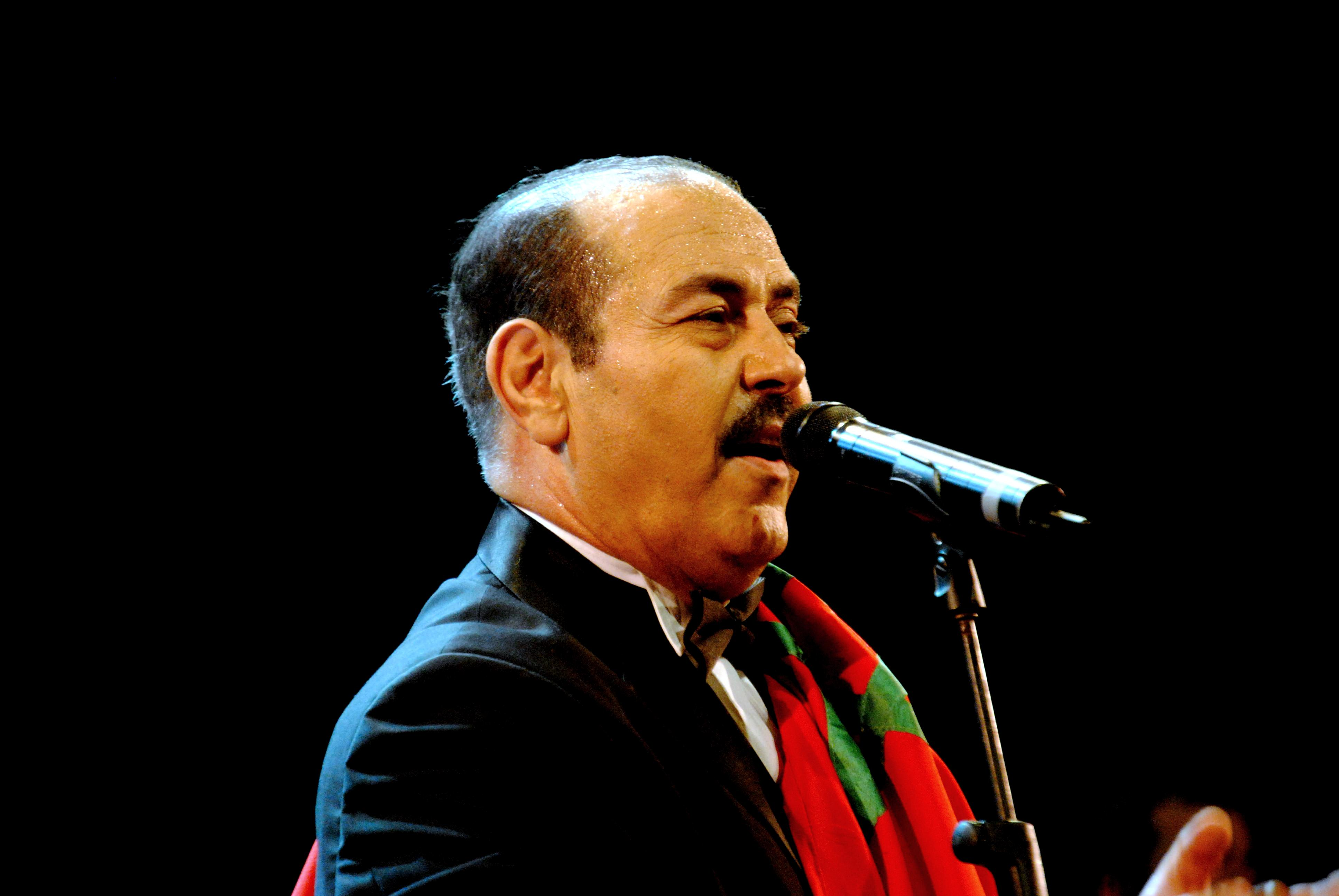
لطفي بوشناق في مهرجان موازين بالرباط

### السينما والتلفزيون
- 2002: الصندوق السحري[9]
- 2012: مكتوب[10]
- 2019: نوبة[11]

### المهرجانات والحفلات
- مهرجان الموسيقى الروحية
- مهرجان قرطاج الدولي
- مهرجان جرش الدولي
- دار الأوبرا الخديوية
- حفل لأطفال غزة في قصر المؤتمرات في باريس
- حفل لطفي بوشناق في اليابان (طوكيو، غيفو، كيوتو وأوساكا)
- مهرجان موازين
- حفل العودة إلى الأهرامات (على هضبة الجيزة)
- حفل موسيقي في مهرجان FMM Sines (البرتغال)

## الأوسمة والنياشين
- تونس
  -  الصنف الأول وسام 7 نوفمبر 1987.[12]
  - كبير ضباط وسام الاستحقاق التونسي[13]
- فلسطين
  - الجنسية الفخرية لدولة فلسطين[14][15]
- البوسنة والهرسك
  - الجنسية الفخرية للبوسنة والهرسك[16]
- مصر
  - جائزة الأوبرا الخديوية في القاهرة[2]
- المغرب
  - رباب دور في مهرجان الفنون الشعبية في المغرب طوال حياته المهنية[2]

العالم العربي
```
العالم العربي
```

- - أفضل مطرب عربي عام 1997 في واشنطن[2]
  - وسام العالم العرب[2]

## روابط خارجية
- لطفي بوشناق على موقع IMDb (الإنجليزية)
- لطفي بوشناق على موقع ميوزك برينز (الإنجليزية)
- لطفي بوشناق على موقع ديسكوغز (الإنجليزية)
- لطفي بوشناق على موقع قاعدة بيانات الفيلم (الإنجليزية)